# Gjerbës
Gjerbës is een plaats en voormalige gemeente in de stad (bashkia) Skrapar in de prefectuur Berat in Albanië. Sinds de gemeentelijke herindeling van 2015 doet Gjerbës dienst als deelgemeente en is een bestuurseenheid zonder verdere bestuurlijke bevoegdheden. De plaats telde bij de census van 2011 813 inwoners.

## Bevolking
In de volkstelling van 2011 telde de (voormalige) gemeente Gjerbës 813 inwoners, een halvering vergeleken met 1.842 inwoners op 1 april 2001. De bevolking bestond bijna compleet uit etnische Albanezen (797 personen; 98,05%).
Van de 813 inwoners in 2011 waren er 165 tussen de 0 en 14 jaar oud (20,3%), 544 inwoners waren tussen de 15 en 64 jaar oud (66,9%) en 104 inwoners waren 65 jaar of ouder (12,8%).

### Religie
De grootste religie in Gjerbës was het bektashisme: 86,90% van de bevolking was bektashi, ofwel 706 personen. Gjerbës is, op de nabijgelegen Leshnjë na, de plaats met het hoogste aandeel bektashi's in de totale bevolking, vooral vergeleken met het Albanese gemiddelde van 2,09%. 
| Plaats  | Bevolking (2011) | Islam (%)  | Katholiek (%) | Orthodox (%) | Bektashisme (%) |
| ------- | ---------------- | ---------- | ------------- | ------------ | --------------- |
| Gjerbës | 813              | 59 (7,26%) | 1 (0,13%)     | 1 (0,13%)    | 706 (86,90%)    |